# Jolsva
Jolsva (szlovákul: Jelšava, németül: Jelschau/Eltsch, latinul Alnovia) város és bányászati központ Szlovákiában, a Besztercebányai kerületben, a Nagyrőcei járásban.

## Fekvése
Nagyrőcétől 11 km-re délkeletre, a Murány völgyében fekszik.

## Nevének eredete
A szlovák jelšava égerfákkal benőtt helyet jelöl.

## Története
Jolsvát a 13. században bányásztelepülésként alapították. 1243-ban „Ilswa” néven említik először, de első favára már a tatárjárás előtt állt. A települést az itteni vas és ólombányák művelésére idetelepített német bányászok alapították. Az 1440-es években a husziták, 1556-ban a törökök foglalták el. Először a 13. század elején épült itt vár, amely elpusztult, helyette a régi közelében 1327 után építettek várat a Jolsvaiak. Az 1440-es években elfoglalták a husziták, ezután nem sokkal elpusztult, mert 1453-ban már nem szerepel, azóta rom. A település 1551-ben vásártartási jogot kapott. 1557-ben I. Ferdinánd király az árvízi pusztítás miatt három évre felmentette az adófizetés alól. 1659-ben III. Károly királytól adómentességet és kiváltságokat kapott. A város főterét egykor fal vette körül. A 18. századtól egymás után alakultak a város céhei, melyekben 42 kézművesmester tömörült. A 19. századtól a városban jelentős magnezitipar fejlődött ki. Magnezitgyára 1921-ben épült fel, a termelés 1923-ban indult.
A 18. század végén Vályi András így ír róla: „JOLSVA. Alnovia, Elts Jelsova. Népes mező Város Gömör Várm. földes Ura G. Koháry Uraság, lakosai katolikusok, és evangelikusok, fekszik Murány hegyéhez kér, Pelsőczhöz pedig más fél mértföldnyire, Murány felé a’ Város’ közepén szép Várhoz hasonlító kastéllyal ékesíttetik; rész szerént Timárok lakják, kereskedők, és szántó vetők, vagynak lakosaik között, kik fa edényeket is készítenek. A’ Városnak két nevezetesebb útszája van; épűletei között leg nevezetesebb a’ Városháza, melly jó intézettel építtetett, Ispotállya in van. Földgye középszerű, de némelly része nehéz mivelésű, legelője elég, fája, malma ’s négy Országos vásárja hasznos, a’ szomszéd Vas hámoroknál is pénzt kereshetnek.”
A 19. század közepén Fényes Elek eképpen írja le: „Jolsva, (Eltsch, Alnovia, Gallsova), szabadalmas tót mv., Gömör és Kis-Honth egyesült vgyékben, Rozsnyóhoz nyugotra 2 mfldnyire: 1060 kath., 3015 evang. lak., kath. és evang. szentegyházakkal s oskolákkal. A h. Coburg régi kastélya csaknem egészen márványból épült. Határának nagyobb része hegyes; szántóföldjei középszerüek s nem elegendők; rétjei a völgyekben jók, de a Jolsva partjain fekvők gyakran elöntetnek; erdeje mindig kevesbedik, s már nagy részt a hegyek oldalait erdők helyett csak bokrosok fedik; gyümölcsös kertjei nagyon szépek, s a legválogatottabb fajokkal dicsekedhetnek, különösen cseresznyéjök egész erdővel van s híres jóságu. Egyébiránt kézmivességből és kereskedésből több ember él itt, mint földmivelésből. Nevezetesen kézmivesek csak 600-on felül vannak, s ezek közt számos timár (ezek híres bőrt készitnek), fazekas, harangmives, posztó- és guba-csináló találtatik. F. u. h. Coburg.”
Borovszky Samu monográfiasorozatának Gömör-Kishont vármegyét tárgyaló része szerint (részlet): „Jolsva rendezett tanácsu város, régebben szabadalmazott bányaváros. Fekvése a katonai fölmérések szerint: északi szélességben 48°, 37', 30", keleti hosszúságban 37°, 54', 0"; tengerszín fölötti magassága 258 m. A város dombos területen fekszik, lombos és fenyves erdők szegélyezik. Hegyei közül a Magura fenyves a 881 m. magasságot feléri. Határa 8132.820 □-öl, melyből maga az erdőség 5017.138 □-öl. Fővizei a Murány-folyó és a Jolsva-patak; az utóbbi a város közepén vonul végig. Vizei között több fagymentes, langyos forrásvizet találunk. Emésztő hatásáról nevezetes a „Kamenya” forrás. A városi fürdő vizének pedig kiváló gyógyerőt tulajdonítanak csúzos, köszvényes, nehézkóros s általában izületi és idegbajokban. A vidéknek magyar lakossága hagyományos előszeretettel látogatja e fürdőt. Jó hatásúnak tartják szembajok és idegbántalmak ellen a Koldus-patak vizét.”
A trianoni diktátumig Gömör és Kishont vármegye Nagyrőcei járásához tartozott.
Az első bécsi döntést követően a város visszakerült Magyarországhoz. Az „önálló” szlovák állam revíziós politikával válaszolt a területveszteségeire. 1940-ben a Salzburgi tárgyalásokon Tiso, Tuka és Mach delegációja memorandumot nyújtott át Hitlernek, amely tartalmazta Jolsva vidéke Szlovákiához csatolásának szándékát és lakosságcsere megvalósítását.

## Népessége
| Év:            | 1994. | 2004.    | 2014.   | 2024.   |
| -------------- | ----- | -------- | ------- | ------- |
| Emberek száma: | 2909  | 3249     | 3191    | 3177    |
| Eltérés:       |       | +11,68 % | -1,78 % | -0,43 % |

| Év:            | 2023. | 2024.   |
| -------------- | ----- | ------- |
| Emberek száma: | 3160  | 3177    |
| Eltérés:       |       | +0,53 % |

1880-ban 2730 lakosából 1127 magyar, 1419 szlovák, 55 német, 31 egyéb, 94 nem beszélt és 4 idegen anyanyelvű.
1890-ben 2419-en lakták ebből 1092 magyar, 1249 szlovák, 39 német, 2 ruszin és 37 egyéb anyanyelvű.
1900-ban 2790 lakosából 2167 magyar, 565 szlovák, 31 német és 27 egyéb anyanyelvű volt.
1910-ben 2846-an lakták, ebből 2289 magyar és 449 szlovák anyanyelvű.
1921-ben 2822 lakosából 501 magyar és 1872 csehszlovák.
1930-ban 3493 lakosából 3 ruszin, 181 zsidó, 197 német, 255 magyar, 2781 csehszlovák, 13 egyéb nemzetiségű és 63 állampolgárság nélküli volt. Ebből 1529 római katolikus, 1528 evangélikus, 219 izraelita, 55 református, 54 görög katolikus és 108 egyéb vallású volt.
1941-ben 2672-en lakták, ebből 2488 magyar és 146 szlovák.
1970-ben 3538 lakosából 213 magyar és 3301 szlovák volt.
1980-ban 2959 lakosából 122 magyar és 2815 szlovák volt.
1991-ben 2508 lakosából 115 magyar és 2086 szlovák volt.
2001-ben 3287 lakosából 2774 szlovák, 312 cigány és 81 magyar volt.
2011-ben 3229 lakosából 2195 szlovák, 477 cigány, 42 magyar, 16 cseh és 493 ismeretlen nemzetiségű volt.
2021-ben 3209 lakosából 2611 szlovák (+40), 195 cigány (+117), 30 magyar (+12), 19 egyéb és 354 ismeretlen nemzetiségű volt.

## Neves személyek
Itt született:
- 1802-ben Tomasek Pál evangélikus gimnáziumi igazgató-tanár
- 1849. május 30-án Fabinyi Rudolf vegyész, tudományszervező, az első magyar nyelvű kémiai folyóirat – a Vegytani Lapok – alapítója, a Magyar Kémikusok Egyesületének első elnöke.
- 1886. november 11-én Basilides Mária opera-énekesnő, a Nemzeti Színház örökös tagja.
- 1829. október 8-án Mindszenty Gedeon költő, egyházi szónok.
- 1927-ben Karol Nandrásky szlovák evangélikus teológus, filozófus, professzor.
- Itt szolgált Janics Kálmán (1912–2003) történész, orvos, a szlovákiai magyarság meghurcoltatásának tényfeltáró írója.
- Itt szolgált és innét hurcolták el Remete Lászlót (1910–1945) evangélikus lelkészt, embermentőt.

## Nevezetességei
- A várostól északkeletre emelkedő 810 m magas hegyen állnak várának romjai.
- Római katolikus temploma a korábbi gótikus templom helyén 1838 és 1849 között épített nagyméretű, klasszicista épület.
- Evangélikus temploma 1789 és 1834 között épült copf-klasszicista stílusban.
- A főtéren álló Koháry-kastély vagy Koháry-Coburg-kastély a régi templomos kolostor helyén épült 1800-ban, copf-klasszicista stílusban.
- A városháza 1781-ben épült rokokó stílusban.
- A katolikus plébánia 18. századi barokk épület.
- Az egykori városi szegényházat a 18. században barokk stílusban iskolává építették át.
- Másik iskolája 1784-ben épült, korábban evangélikus iskola volt.
- A Redut épülete 1845-ben épült, klasszicista stílusú.
- A városban több 18. századi eredetű polgárház áll klasszicista stílusban átépítve.
- Határában kis fürdőtelep található Jolsvafürdő néven.

## Külső hivatkozások
- Hivatalos oldal
- Alapinformációk
- Jolsva Szlovákia térképén
- A magnezitgyár honlapja
- Jolsva várának ismertetője
- Travelatlas.sk
- Tourist-channel.sk
- E-obce.sk Archiválva 2007. szeptember 20-i dátummal a Wayback Machine-ben